# Loros
Un loros (en latin : lorum) est une écharpe relativement étroite, tissée en brocart (en russe : парча / partcha), généralement décorée de plaques d'or en relief et de pierres précieuses. À l'origine c'était l'écharpe du consul, et sous l'Empire byzantin, elle est devenue un élément de l'habillement des empereurs comme symbole ancien du pouvoir. Elle apparaît dans l'iconographie byzantine, russe orthodoxe. Elle est apparentée à la trabea triumphalis, portée par les consuls de l'Empire romain, avec des versions masculines et féminines. Dans les sources byzantines, la mention du loros suffit à définir un type particulier d'habit impérial, au-delà de cette seule écharpe. La chlamyde est l'autre forme de tenue impériale, moins formelle, portée également par de hauts dignitaires. En-dessous du loros est porté le divetesion, une longue robe en soie, ainsi qu'une tunique. 

## Histoire

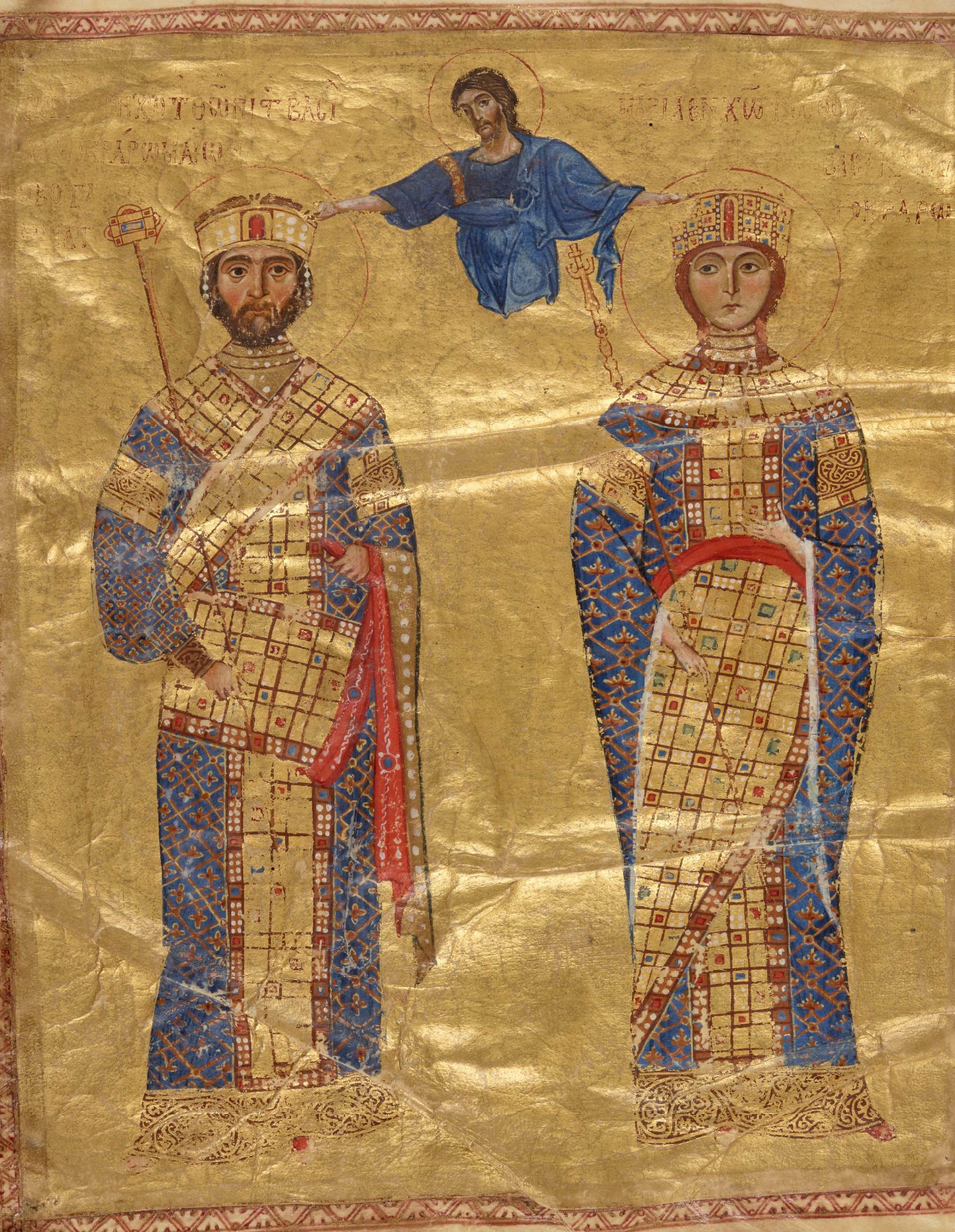
L'empereur Nicéphore III Botaniatès et l'impératrice Marie d'Alanie représentés avec le loros dans un manuscrit des Homélies de Jean Chrysostome.

Le loros est régulièrement représenté sur les monnaies byzantines, à partir du règne de Justinien II entre 685 et 695. Jusqu'au Xe siècle, le loros enveloppe le torse d'une façon spécifique, sur le modèle de l'ancienne trabea. Toutefois, à partir du XIe siècle, le loros évolue. Il comprend une boucle qui s'enroule autour du cou et passe par-dessus la tête. À partir de l'époque des Comnènes, l'ancien loros disparaît définitivement. S'il continue à évoluer, le loros reste un attribut central du vestiaire impérial jusqu'à la chute de l'Empire byzantin en 1453.
Selon le De Ceremoniis rédigé par Constantin VII Porphyrogénète, le port du loros n'intervient qu'à des occasions exceptionnelles, comme lors de Pâques, de la Pentecôte ou d'autres fêtes et pour recevoir des ambassadeurs. Néanmoins, il est pleinement intégré dans la symbolique impériale et dans les représentations du souverain. Dans les premiers siècles, il est souvent associé aux processions triomphales. 
Le loros est également revêtu par des dignitaires spécifiques lors des fêtes pascales, en l'occurrence ceux élevés au rang de magistros et d'anthypatos. De même, l'éparque de Constantinople et la Patricienne à ceinture portent le loros au moment de leur intronisation. Ce vêtement symbolise leur relation avec le Christ et les archanges sont souvent représentés avec le loros dans l'art byzantin. En revanche, le loros semble absent lors du couronnement de l'empereur byzantin même si, quand les représentations artistiques représentent le couronnement par le Christ, le souverain est revêtu du loros.
À partir du XIIIe siècle, le loros est également représenté sur les portraits d'autres souverains orthodoxes, comme ceux de Serbie de Géorgie ou de Petite Arménin. Dans les évangiles bulgares du tsar Ivan Aleksandre Asen, le tsar et son fils sont représentés avec le loros.

### Modèle féminin
Les impératrices sont aussi revêtues du loros, selon un modèle équivalent à celui des hommes, jusqu'à l'apparition d'une forme féminine au IXe siècle. La partie pendante est plus longue et bien plus large. Tombant jusqu'au niveau des chevilles, le loros repart vers le haut pour se replier sur l'avant-bras gauche ou bien être attaché à la ceinture. L'extrémité la plus large est représentée sous une forme évocatrice d'un bouclier avec un bout relativement pointu. Cette forme en bouclier disparaît au XIIIe siècle et le loros féminin ne présente plus de différences avec le loros masculin. Les impératrices portent désormais un large collier de bijoux, dans le même style que le loros. Il est possible que ce collier soit accroché au loros.

### Galerie
|                                                        |
| Consul romain portant la trabea triumphalis, vers 517. |

|                                                                              |
| Constantin VII portant le loros mais noué d'une manière originale, vers 945. |

|                                                                               |
| L'Ivoire de Romain montrant l'empereur Romain II avec un loros, vers 945-949. |

| |
| Jean II Comnène, portant à la fois le loros et la chlamyde, ce qui ne semble pas avoir été une pratique de la cour byzantine, vers 1143. |

|                                                                                     |
| Manuel Ier Comnène portant le loros, tel qu'il évolue à cette époque (XIIe siècle). |

|                                        |
| Andronic II Paléologue, vers 1272–1328 |

|                                                                                              |
| Evangiles du tsar bulgare Ivan ALexandre, 1355–56, avec un portrait du tsar et de sa famille |

|                                                                         |
| Fresque du XIe siècle, représentant le roi géorgien David IV de Géorgie |

## Sources
- (en) Philip Grierson, Catalogue of the Byzantine Coins in the Dumbarton Oaks Collection and in the Whittemore Collection, Volume 3, Part I, Dumbarton Oaks, 1973 (ISBN 9780884020455)
- (en) Henry Maguire, Byzantine Court Culture from 829 to 1204, Dumbarton oaks, 2004 (ISBN 978-0-88402-308-1)
- (en) Maria Parani, Reconstructing the Reality of Images: Byzantine Material Culture and Religious Iconography (11th–15th Centuries), Leiden: Brill, 2003 (ISBN 9004124624)